# Arcadia (canción de Lana Del Rey)
«Arcadia» es una canción de la cantautora estadounidense Lana Del Rey. Fue lanzada el 8 de septiembre de 2021 por Interscope Records y Polydor Records como el segundo y último sencillo del octavo álbum de estudio de Del Rey, Blue Banisters (2021). La canción fue escrita y producida por el cantante junto a Drew Erickson. La canción lleva el nombre de Arcadia, California.

## Recepción crítica
La canción recibió elogios de la crítica. En un artículo para Los Angeles Times, Christi Carras describió la canción como una «nueva balada lánguida» y el video musical como «cartas de amor a Arcadia y Los Ángeles». Escribiendo para Spin, Sarah Grant calificó el sencillo de «elegante y elegíaco», con la voz de Del Rey «liberada, lúcida y triste» mientras «canta su historia de origen con inocencia». Grant elogió además la canción como una «sorprendente despedida de una industria que destrozó [a Del Rey] desde el principio». Reanna Cruz de NPR aclamó la voz de Del Rey como su «tono más maduro hasta ahora» y escribió que la letra «construye cuidadosamente los paisajes que ella describe», «[conectando] plenamente con su espíritu deseado». Escribiendo para Consequence, Eddie Fu elogió la «producción con piano» de la canción, calificándola de «pista seductora».

## Video musical
El video musical de «Arcadia» se lanzó en YouTube junto con la canción el 8 de septiembre de 2021. Fue dirigido por Del Rey, aunque el cantante afirmó en Twitter que «no lo dirigió nadie». Se publicó un video alternativo el 7 de octubre de 2021.

## Presentaciones en vivo
El 22 de octubre de 2021, Del Rey apareció en el programa de entrevistas nocturno estadounidense The Late Show with Stephen Colbert e interpretó «Arcadia».

## Personal
Créditos adaptados de Tidal.
- Lana Del Rey - escritora, voz, productora, arreglos de viento y cuerdas
- Drew Erickson - escritor, productor, piano, sintetizador, órgano, arreglos de viento y cuerdas, mezcla
- Jacob Brown - violonchelo
- Wayne Bergeron - trompeta
- Dan Fornero - trompeta
- Dan Rosenbom - trompeta
- Andrew Bulbrook - violín
- Wynton Grant - violín
- Blake Cooper - tuba
- Zac Dellinger - viola
- Dean Reed - ingeniería, mezcla
- Michael Harris - ingeniería, mezcla
- Ben Fletcher - asistente de ingeniería
- John Scher - asistente de ingeniería
- Adam Ayan - masterización

## Posicionamiento en listas
| Lista (2021)                                | Posición más alta |
| ------------------------------------------- | ----------------- |
| New Zealand Hot Singles (RMNZ)              | 21                |
| US Hot Rock & Alternative Songs (Billboard) | 40                |

## Historial de lanzamiento
| Región | Fecha                   | Formato                    | Discográfica       | Ref.   |
| ------ | ----------------------- | -------------------------- | ------------------ | ------ |
| Varios | 8 de septiembre de 2021 | Descarga digital Streaming | Interscope Polydor | [ 13 ] |
| Italia | 1 de octubre de 2021    | Airplay                    | Universal          | [ 14 ] |